# Parc national Predelta
Le parc national Predelta est un parc national de 2 458 ha, situé dans la province argentine d'Entre Ríos à l'extrémité amont du delta du Rio Paraná, en Argentine.

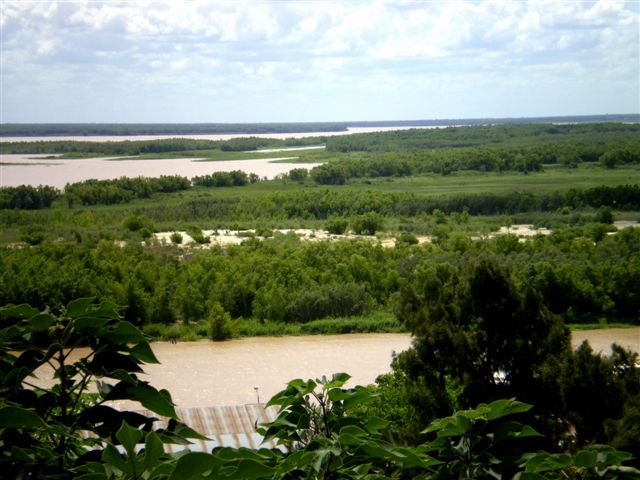
une vue sur le parc